# La Grenouillère
La Grenouillère (en idioma francés: Bain à la Grenouillère) es una pintura al óleo realizada por Claude Monet en 1869 y que, actualmente, se expone en el Museo Metropolitano de Arte en Nueva York. 
La Grenouillère era un restaurante sobre el río Sena, frecuentado por la pequeña burguesía parisina. La pintura representa el «Camembert», una pequeña isla con un único árbol, que estaba conectada al pontón de la isla a través de tablas estrechas y resbaladizas ... que a veces provocaban caídas y natación inesperadas. Una obra con el mismo tema titulada The Romper fue pintada el mismo año por Auguste Renoir. La técnica de la pintura impresionista fue inventada durante el verano de 1869, cuando Renoir y Monet pintaron vistas de La Grenouillère.